# Génération Foot
O Académie Génération Foot Amara Touré (mais conhecido somente como Génération Foot) é um clube de futebol com sede em Dakar no Senegal.

## Títulos
| NACIONAIS | NACIONAIS                 | NACIONAIS | NACIONAIS         |
|           | Competição                | Títulos   | Temporadas        |
| --------- | ------------------------- | --------- | ----------------- |
| Senegal   | Premier League de Senegal | 2         | 2016-17, 2018-19. |
| Senegal   | Taça do Senegal           | 2         | 2015, 2018..      |

## Desempenho na CAF

### Liga dos Campeões da CAF
- Temporada 2018

Rodada preliminar
| Equipe 1        | Total | Equipe 2         | 1.º jogo | 2.º jogo |
| --------------- | ----- | ---------------- | -------- | -------- |
| Génération Foot | 2-0   | Misr Lel-Makkasa | 2-0      | 0-0      |

Primeira rodada
| Equipe 1        | Total | Equipe 2 | 1.º jogo | 2.º jogo |
| --------------- | ----- | -------- | -------- | -------- |
| Génération Foot | 1-4   | Horoya   | 1-2      | 0-2      |

- Temporada 2019-20

Rodada preliminar
| Equipe 1        | Total | Equipe 2    | 1.º jogo | 2.º jogo |
| --------------- | ----- | ----------- | -------- | -------- |
| Génération Foot | 3-1   | LPRC Oilers | 0-1      | 3-0      |

Primeira rodada
| Equipe 1        | Total  | Equipe 2 | 1.º jogo | 2.º jogo |
| --------------- | ------ | -------- | -------- | -------- |
| Génération Foot | 2-2g.f | Zamalek  | 2-1      | 0-1      |

### Copa das Confederações da CAF
- Temporada 2016

Rodada preliminar
| Equipe 1        | Total | Equipe 2        | 1.º jogo | 2.º jogo |
| --------------- | ----- | --------------- | -------- | -------- |
| Génération Foot | 1-2   | Nasarawa United | 1-2      | 0-0      |

- Temporada 2018-19

Rodada preliminar
| Equipe 1        | Total | Equipe 2 | 1.º jogo | 2.º jogo |
| --------------- | ----- | -------- | -------- | -------- |
| Génération Foot | 1-0   | Djoliba  | 0-0      | 1-0      |

Primeira rodada
| Equipe 1        | Total | Equipe 2        | 1.º jogo | 2.º jogo |
| --------------- | ----- | --------------- | -------- | -------- |
| Génération Foot | 1-2   | Hassania Agadir | 0-2      | 1-0      |

- Temporada 2019-20

Play-off
| Equipe 1        | Total      | Equipe 2 | 1.º jogo | 2.º jogo |
| --------------- | ---------- | -------- | -------- | -------- |
| Génération Foot | 1-1(3-4pé) | ESAE FC  | 0-1      | 1-0      |